# Raid auf Scarborough, Hartlepool und Whitby
Helgoland (1914) – 22. September 1914 – Texel – Yarmouth – Scarborough, Hartlepool und Whitby – Cuxhaven – Doggerbank (1915) – Noordhinder Bank – Doggerbank (1916) – 29. Februar 1916 – Yarmouth und Lowestoft – Skagerrak – 19. August 1916 – Kanal (1916) – Kanal (1917) – Shetland-Inseln – Helgoland (1917) – Bergen – Seebrügge und Ostende – Tondern

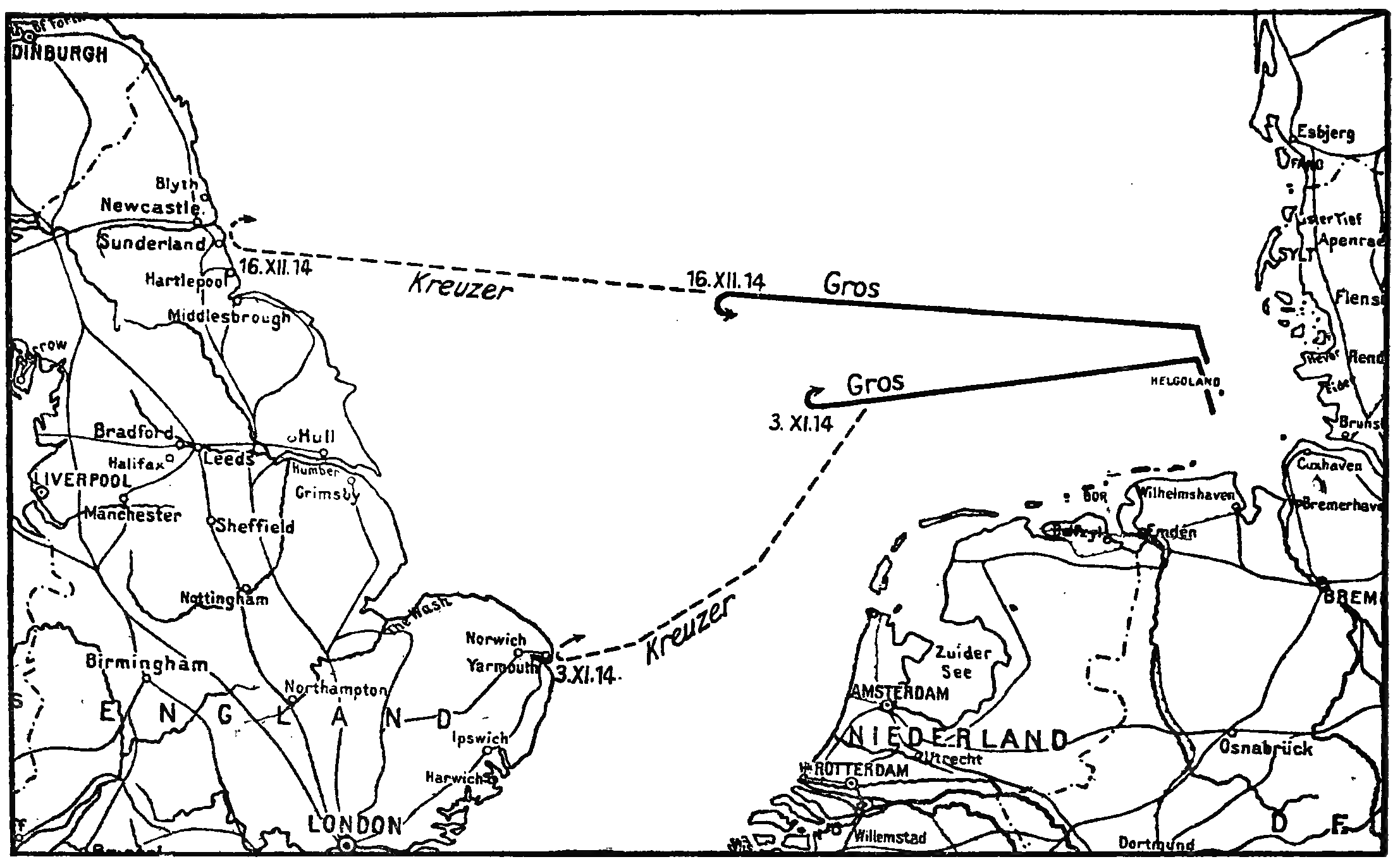
Karte der Unternehmungen gegen Yarmouth (3. November) und Scarborough, Hartlepool und Whitby (16. Dezember)

Der Raid auf Scarborough, Hartlepool und Whitby fand am 16. Dezember 1914 als Teil des Seekriegs in der Nordsee während des Ersten Weltkriegs statt. Große Kreuzer der deutschen Kaiserlichen Marine beschossen die nordostenglischen Küstenstädte Scarborough, Hartlepool und Whitby mit rund 1500 Granaten und legten Seeminen in Küstennähe aus. Der Angriff forderte 127 Tote und mehrere hundert Verletzte, überwiegend Zivilisten. Die Zerstörungen in den drei Städten hielten sich in Grenzen. Die durch Room 40 vorgewarnte Grand Fleet der Royal Navy war zwar ausgelaufen, griff aber nicht zur Unterbindung der Beschießung ein.

## Vorgeschichte
Nach dem britischen Beschluss von 1914, sich gegen Deutschland in der Nordsee auf eine Distanzblockade festzulegen, schien ein Gefecht der Schlachtflotten beider Seiten zunächst unwahrscheinlich. Die deutsche Seite verlegte sich auf Kleinkriegsoperationen mit Minen, U-Booten und anderen leichten Kräften, um die numerisch überlegene Royal Navy zu schwächen, bevor ein solcher Kampf gesucht werden würde. Dies schloss größere Aktionen gegen die englische Küste mit Rückendeckung durch die Hochseeflotte nicht aus. So war es schon am 3. November 1914 zur Beschießung von Great Yarmouth gekommen, bei der die Deutschen den Panzerkreuzer Yorck in einem eigenen Minenfeld verloren hatten. Dieser Raid demonstrierte die Gefährdung der englischen Küste und führte zum vorübergehenden Aufkommen einer gewissen Invasionsangst in Großbritannien. Die britische Marineführung reagierte mit der Detachierung eines Geschwaders von Predreadnoughts von der in Scapa Flow liegenden Grand Fleet und dessen Stationierung in Rosyth.

### Deutsche Planung
Die deutsche Marineführung hoffte weiter darauf, ihre Schiffe aktiv gegen die Briten einsetzen zu können, und ersann unter anderem einen Plan, mehrere ihrer modernen Schlachtkreuzer im Handelskrieg einzusetzen. Dieser speziell von Admiral Franz von Hipper, dem I. Befehlshaber der Aufklärungsschiffe, vertretene Plan, wurde von seinen Vorgesetzten zunächst beiseitegelegt. Der Flottenchef Friedrich von Ingenohl favorisierte dagegen einen erneuten Raid gegen die englische Ostküste, verbunden mit der Hoffnung, dadurch die Grand Fleet oder einen Teil davon in ein kürzlich ausgelegtes Minenfeld bzw. in Reichweite der deutschen U-Boote zu locken. Dieser Plan fand im November die Zustimmung des durch den Seesieg des Ostasiengeschwaders bei Coronel euphorisierten Kaisers Wilhelm II. Es erschien jedoch notwendig, auf die Fertigstellung der Reparaturen des unter Maschinenproblemen leidenden Schlachtkreuzers Von der Tann zu warten, bevor eine derart gefährliche Unternehmung gewagt würde.
Am 8. Dezember ging in Deutschland die Nachricht von der vernichtenden Niederlage des Ostasiengeschwaders bei den Falklandinseln ein. Es wurde dadurch offenbar, dass mindestens zwei Schlachtkreuzer der Grand Fleet aktuell nicht in der Nordsee verfügbar waren, was ausgenutzt werden sollte. Außerdem hoffte Ingenohl, den psychologischen Effekt des britischen Seesiegs durch ein erfolgreiches Unternehmen gegen die englische Küste zu konterkarieren. Im Unterschied zur letzten Unternehmung gegen Yarmouth würde diesmal die Hochseeflotte zur Unterstützung bis in die Nähe der Doggerbank auslaufen, wovon Ingenohl den Kaiser jedoch nicht informierte, um das Unternehmen nicht zu gefährden.

### Britische Aufklärungserkenntnisse und Dispositionen
Durch Room 40 vor dem bevorstehenden Angriff gewarnt, konnte die britische Admiralität Vorkehrungen treffen. Man entschied sich, die deutschen Angriffskräfte auf dem Rückweg durch überlegene Kräfte abzufangen. Dazu wurde das 1. Schlachtkreuzergeschwader unter David Beatty mit vier Schlachtkreuzern, das 1. Leichte Kreuzergeschwader unter William Edmund Goodenough mit vier Leichten Kreuzern und das 2. Schlachtgeschwader unter George Warrender mit sechs der modernsten Dreadnoughts vorgesehen. Der Oberbefehlshaber der Grand Fleet, Admiral John Jellicoe, hatte beabsichtigt, mit der gesamten Grand Fleet auszulaufen, was ihm jedoch von der Admiralität als nicht notwendig untersagt wurde. Als Rendezvous-Ort der britischen Geschwader wurde von Jellicoe ein Punkt südöstlich der Doggerbank bestimmt. Die Falle sollte durch die leichten Kräfte der Harwich Force unter Reginald Tyrwhitt und die Zerstörer und U-Boote von Roger Keyes von Süden her geschlossen werden.
Der britischen Aufklärung entging jedoch der wichtige Fakt, dass die deutsche Hochseeflotte zur Unterstützung des Unternehmens auslief. Am Morgen des 16. Dezembers war sie nur 30 Seemeilen von dem britischen Rendezvous-Punkt an der Doggerbank entfernt und mit 14:6 Schlachtschiffen in der Überzahl gegenüber Warrenders Geschwader.

## Verlauf
Gegen 3 Uhr morgens am 15. Dezember lief Hipper mit seiner Angriffsgruppe aus dem Jadebusen aus. Unterwegs funkte das bei Dunkelheit vom Kurs abgekommene Torpedoboot S 33 nach Kursanweisungen, was von den Briten bemerkt wurde. Es kehrte um und wurde von einer Gruppe britischer Zerstörer gesichtet, die ihrerseits ihre Beobachtung per Funk weitergaben. Hipper fing feindlichen Funkverkehr auf und wurde so gewarnt, dass die Briten möglicherweise Informationen über den Raid besaßen und in See waren. Am Morgen des 16. Dezember schickte Hipper die meisten seiner Zerstörer und drei der vier leichten Kreuzer auf den Heimweg. Die Kolberg, die etwa 100 Minen an Bord hatte, begleitete die Schlachtkreuzer weiter. Die deutschen Schiffe teilten sich sodann zum Angriff auf: Seydlitz, Moltke und der Panzerkreuzer Blücher sollten Hartlepool beschießen, Derfflinger, Von der Tann und Kolberg gegen Scarborough vorgehen.

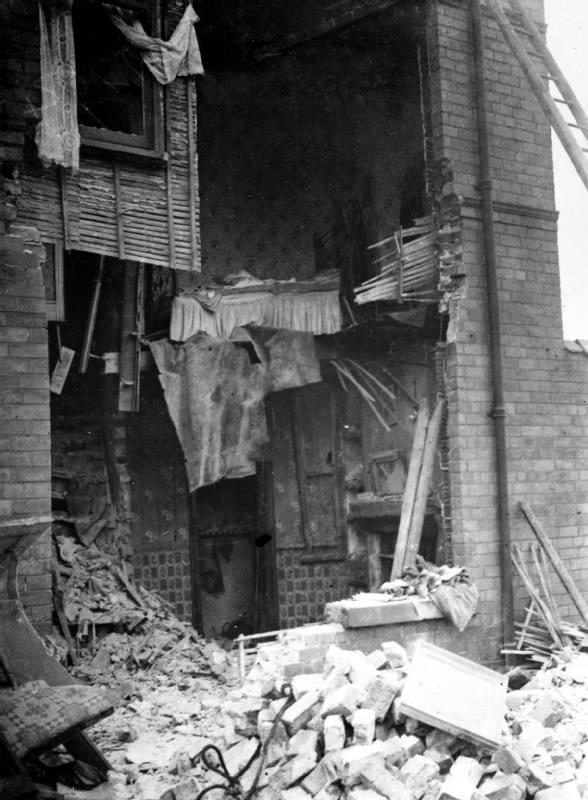
Beschädigtes Haus in Scarborough, in dem mehrere Mitglieder einer Familie ums Leben kamen

Um 8 Uhr begannen Derfflinger und Von der Tann mit der Beschießung Scarboroughs. Die Kolberg legte währenddessen ein Minenfeld vor Flamborough Head aus. Getroffen wurde von den beiden Schiffen neben Scarborough Castle das örtliche Grand Hotel, drei Kirchen und etliche Privathäuser. Die Bevölkerung drängte sich am Bahnhof und an den Ausfallstraßen, um dem Beschuss zu entkommen. Gegen 09:30 Uhr wurde das Bombardement eingestellt und die beiden Schlachtkreuzer fuhren mit dem Beschuss Whitbys fort. Hier wurde neben der eigentlich zu treffenden Küstenwachstation unter anderem Whitby Abbey getroffen.
Hartlepool war im Gegensatz zu Scarborough und Whitby ein signifikantes militärisches Ziel mit Hafenanlagen und Fabriken, das von drei BL-6-inch-Küstengeschützen verteidigt wurde. Die Bedienmannschaften der Geschütze, insgesamt rund 165 Mann, waren vorgewarnt worden und hatte rechtzeitig scharfe Munition erhalten. Die Beschießung begann gegen 08:10 Uhr. Vier britische Zerstörer befanden sich in der Nähe auf See, wagten sich aber bis auf einen nicht an die viel größeren Kampfschiffe heran. Die HMS Doon feuerte einen Torpedo auf eine Entfernung von 5000 Yards, bevor sie sich zurückzog. Die Beschießung der Stadt erfolgte aus sehr naher Entfernung im Direktbeschuss, so dass die meisten Granaten nicht scharf wurden und wild durch die Straßen ricochettierten. Die Küstengeschütze konnten gegen die Panzerung der großen Schiffe wenig ausrichten, so dass sich die Bedienmannschaften auf die Aufbauten konzentrierten. Die am schwächsten gepanzerte Blücher wurde beschädigt, so dass sie sich außer Reichweite zurückzog. Der im Hafen liegende Aufklärungskreuzer Patrol versuchte auszulaufen, wurde aber von mehreren 21-cm-Granaten der Blücher getroffen und lief auf Grund. Ein weiterer Kreuzer, die Forward, hatte keinen Dampf auf den Kesseln und musste liegenbleiben. Ein U-Boot, HMS C9, folgte der Patrol, musste aber tauchen, als Granaten zu fallen begannen, und kam erst aus dem Hafen heraus, als die deutschen Schiffe sich bereits entfernt hatten. Die Beschießung wurde gegen 08:50 Uhr eingestellt.
Die Beschießung Hartlepools forderte die meisten Opfer: 86 Zivilisten starben und 424 wurden verletzt. Hinzu kamen Verluste unter den Bedienmannschaften der Geschütze. 1150 Granaten wurden abgefeuert, die das Stahlwerk, das Gaswerk und die Eisenbahn trafen, neben sieben Kirchen und über 300 Privathäusern. Wie in Scarborough versuchte die Bevölkerung per Zug oder Straße vor dem Beschuss zu fliehen. Die Verluste auf deutscher Seite betrugen acht Tote und ein Dutzend Verletzte.

## Britische Flottenbewegungen und Aufeinandertreffen mit der Hochseeflotte
Warrender war gegen 05:30 Uhr am 15. Dezember aus Scapa Flow ausgelaufen und hatte sich gegen 11 Uhr mit dem aus dem Cromarty Firth kommenden Beatty beim Moray Firth getroffen. Mit Warrender als Befehlshaber lief der Verband zum vereinbarten Abfangpunkt an der Doggerbank ab. Vor dem Morgengrauen des 16. Dezember entwickelte sich ein Gefecht der begleitenden Zerstörer mit den Zerstörern und leichten Kreuzern der Hochseeflotte. Ingenohl sah sich durch die Nachrichten von einem Torpedoangriff zum Abdrehen genötigt. Dadurch wurde ein Aufeinandertreffen der beiden Hauptflotten knapp vermieden, sie befanden sich weniger als 20 Seemeilen voneinander entfernt. Ingenohl hatte sich bereits mit seiner Informationspolitik gegenüber dem Kaiser in eine schwierige Lage gebracht und konnte in Unkenntnis der Stärke des Feindes unmöglich seine Flotte aufs Spiel setzen.
Tatsächlich war Jellicoe mit der Grand Fleet schließlich doch noch die Erlaubnis zum Auslaufen gegeben worden, ohne dass er sich jedoch in der Nähe befand und zugunsten Warrenders und Beattys hätte eingreifen können. Goodenough lieferte sich in der Southampton ein kurzes Gefecht mit dem Kleinen Kreuzer Stralsund und einigen Zerstörern, die jedoch abdrehten. Er erwähnte gegenüber Beatty nicht, dass sich noch andere deutsche Kreuzer in der Nähe befanden. Insgesamt war die Kommunikation zwischen den beteiligten Geschwadern auf britischer Seite an diesem Tag sehr mangelhaft, was, zusammen mit dem schlechten Wetter, verhinderte, dass Hipper abgefangen werden konnte. Zu guter Letzt erhielt Warrender im Laufe des Tages von Room 40 die Nachricht, dass sich die Hochseeflotte in See befände, weshalb sich dieser nicht weiter nach Osten zu laufen getraute. Dass diese abgedreht hatte und vor Mitternacht in ihre Häfen zurückkehrte, wusste er nicht. Auch die von Süden anlaufenden leichten Einheiten Tyrwhitt und Keyes vermochten nicht mehr, Hippers zurücklaufende Gruppe anzugreifen. Ein möglicher Torpedotreffer des in die Deutsche Bucht beorderten U-Boots E11 auf dem von der Elbe zur Jade verlegenden Dreadnought Posen am Folgetag des Raids wurde durch einen Fehlläufer verhindert.

## Auswirkungen

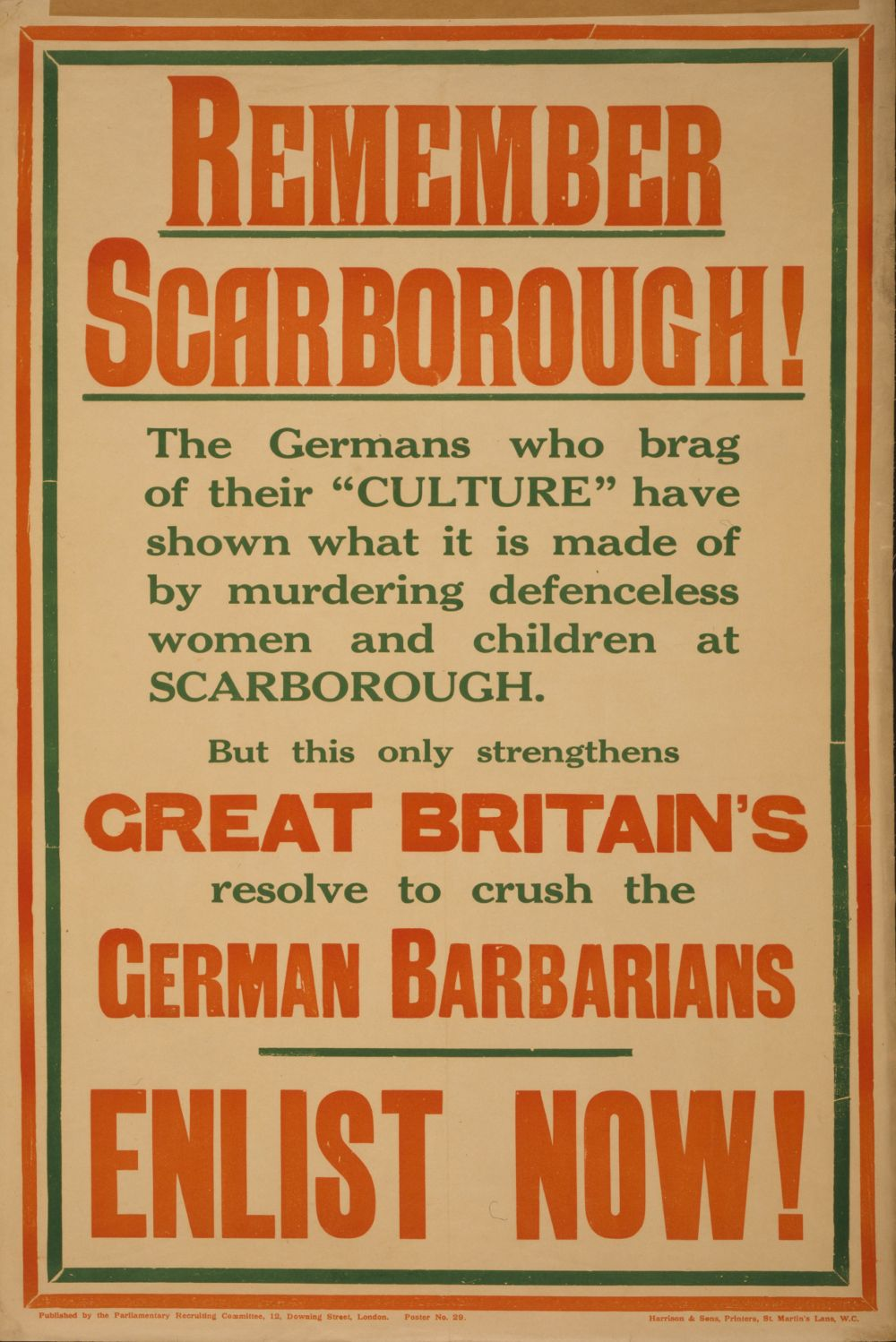
„Remember Scarborough – Enlist Now!“
Britisches Propagandaplakat von 1915

Der Raid hatte enorme Auswirkungen auf die öffentliche Meinung in Großbritannien. Zum einen diente der Angriff auf zivile Ziele und die Zahl der Opfer als gefundenes Fressen für die Rekrutierungskampagne der Regierung. Nicht zuletzt war es im Verlauf des Angriffs zum ersten militärischen Todesopfer von Kampfhandlungen in Großbritannien seit dem Überfall im Medway – knapp 250 Jahre zuvor – gekommen. Zum anderen geriet die Royal Navy in die Kritik, weil sie offenbar nichts gegen den Angriff unternommen hatte. Jellicoe setzte daraufhin durch, dass die Grand Fleet in ähnlichen zukünftigen Situationen rechtzeitig und in voller Stärke auslaufen würde, um Unterstützung zu leisten. Ferner wurden Beattys Schlachtkreuzer dauerhaft weiter südlich, in Rosyth, stationiert, um schneller eingreifen zu können. Der Weihnachtsangriff auf Cuxhaven kann zumindest in Teilen als britischer Versuch gewertet werden, die angeschlagene Reputation der Royal Navy rasch wiederherzustellen.